# Emin Öztürk
Emin Öztürk (ur. 14 czerwca 1983) – turecki zapaśnik walczący w stylu klasycznym. Brązowy medalista akademickich MŚ w 2004 i wojskowych MŚ w 2005. Pierwszy w Pucharze Świata w 2013. Wicemistrz Europy juniorów w 2002 roku.